# Judendorf-Straßengel
Judendorf-Straßengel là một đô thị thuộc huyện Graz-Umgebung bang Steiermark, nước Áo. Đô thị Judendorf-Straßengel có diện tích 10,61 km², dân số thời điểm cuối năm 2005 là 5302 người.